# 츠베탄 토도로프
츠베탄 토도로프 토도로프(불가리아어: Цветан Тодоров Тодоров, 프랑스어: Tzvetan Todorov, 1939년 3월 1일 ~ 2017년 2월 7일)는 불가리아와 프랑스의 철학자, 역사가, 사회학자, 평론가이다.
1939년 불가리아 소피아에서 태어나 소피아 대학교에서 철학 학위를 취득했다. 불가리아의 공산당 독재를 피해 1963년 프랑스로 유학 후 1973년 프랑스 국적을 얻었다. 스승인 롤랑 바르트의 영향으로 구조주의 문예 평론을 시작했고, 저서 《환상문학서설》(1970)에서 환상문학을 구조주의 이론에 따라 분석하여 그간 하위 장르문학으로 여겨지던 판타지물의 위상을 끌어올렸다. 80년대에는 식민주의와 홀로코스트 문제에 관심을 두고 서방 세계의 침략자적 역사인식을 비판했다. 2017년 2월 7일 파리에서 신경위축증으로 인해 77세의 나이로 사망했다.

## 저서
- 《환상문학서설》(Introduction à la littérature fantastique) (1970)
- 《미국의 정복: 타자의 문제》(La Conquête de l'Amérique : La Question de l'autre) (1984)